# ナビダイヤル
ナビダイヤルとは、日本国内において複数の着信先に対して全国的に統一された電話番号を提供する、NTTドコモビジネスが提供する電話の付加サービスで、同社の登録商標（日本第4085448号）である。「0570ダイヤル」と呼ばれる。1997年5月1日サービス開始。
定額かけ放題プランの対象外となり「発信者側」に通話料が従量制で発生するため、主に顧客からの入電による問い合わせをできるだけ受けたくない、あるいは抑制したい事業者が好んで利用するサービスであり、消費者からの不満が多い（後述）。

## 概要
特殊電話サービス（英語圏ではPremium rate numberという）の一つ。転送電話サービスである「ボイスワープ」を大規模に高度化したものであり、通常は電話番号が0570-0xxxxx（現在は、200xxx・550xxx・666xxx・783xxx・943xxxが追加されている）の形になるが、消費者庁の消費者ホットライン188番のような局番なし番号でもナビダイヤルが使われる例もある 。主に大手製造メーカーなど、全国規模に一般消費者向けに事業を展開する企業のカスタマーセンターへの問い合わせ窓口番号として利用されており、発信地域によって窓口を振り分けたいといった企業側の要求を満たすことができる。

### 強制的に発生する通話料
通話料は、発信地から拠点（あるいは事業者が設置した着信用アクセスポイントなど）までのNTTドコモビジネスを利用した料金が発信者にかかる。事前料金通知のガイダンスである「ナビダイヤルでおつなぎします。●●秒ごとに、およそ●●円でご利用いただけます。なお、通話料定額プランの対象外となります。」が流れた後の呼び出し中から通話料が発生する。携帯電話からは平日昼間4.5秒10円〜20秒10円、加入電話からは平日昼間60秒10円〜22.5秒10円、IP電話の場合は一律で180秒8円となる。オプションで着信者が通話料の一部を負担する場合（例えば市内通話料金との差額分）もある。自動音声や待っている状態でも通話料が課金され、つながるまで30分待機している間も通話料が発生しているケースもあり、状況によってはさらに待ち時間が長くなることも懸念されている。
発信者側の通話料には、電話会社の通話料割引サービス、携帯電話からの発信の場合も契約プラン等の無料通信、月月割、毎月割、月月サポートなどの端末購入サポートおよびその他キャンペーン、マイレージサービスは一切適用されない（例外的にOCNドットフォンの場合は一般加入電話への発信として取り扱い無料通信分に含む）。
携帯電話の請求書には、NTTドコモビジネス扱いの請求であることが別途に記される。
PHSからは2013年11月12日以降に掛けられるようになった。携帯電話と同様に無料通話は対象外。
2021年春から順次開始している新型コロナウイルスワクチン接種の電話予約で本サービスを利用している地方自治体が多く、オペレーターに繋がるまでの待ち時間でも課金されるため、高額の電話料金が請求されるケースが指摘されていた。これらを受けて、NTTコミュニケーションズ（現・NTTドコモビジネス）は課金開始前にかけ放題サービスなどの対象外である旨の音声ガイダンスを同年6月に追加することを明らかにした。
2024年1月からの公衆交換電話網のIP網への移行に伴い、通話料を固定電話と同一の8.5円（税込9.35円）/180秒、携帯電話、公衆電話からの発信もそれぞれ10円（税込11円）/20秒、10円（税込）/40秒に改定する（実質値下げ）。ただし、無料通話は対象外なのはそのままであるほか。6分間かけた場合の通話料金は固定電話が18.7円なのに対して公衆電話が90円、携帯電話が191円（いずれも税込み）になる

### ナビダイヤルへ掛けられない電話回線
ナビダイヤルには、NTT東・西の固定電話・公衆電話からは掛けられるが、その他の電話からは一部に掛けられないものがあり、以下に列挙する（2013年現在）。
- 直収電話
  - 一部の電力系通信事業者（例外は新電電のKDDIメタルプラス、J:COM Phone、ソフトバンク・おとくライン）
- IP電話
  - 050番号のIP電話
    - NTTドコモビジネス（050plus・OCNドットフォン）以外の全事業者（固定電話と併用しない場合）
    - SkypeOutも含む

  - 0AB - J番号のIP電話
    - 一部事業者（NTT東・西のひかり電話は2008年9月9日より接続開始）
- 携帯電話[15]
  - 全事業者のプリペイド式携帯電話
    - なお、契約者（着信先）の「発信端末選択」設定によって、一般の携帯電話からもナビダイヤル番号には掛けられないように設定している番号がある[16]。また、掛けられる番号であっても、上述のとおり無料通話付き料金プランの無料通話や電話かけ放題の対象とならない
- 船舶電話
  - 一部の事業者
- 海外からの国際電話
- NTTのISDN回線の場合でも、TAにより掛けられない機種も存在する
- NTT東西の回線でも、KDDIスーパーワールドカード等、他事業者の通話プリペイドカード使用時は不可
- 会社やホテルなど構内交換機を経由している場合も、接続できないことがある
- NTT東西の公衆電話利用時であっても、NTTコミュニケーションズ（現・NTTドコモビジネス）のカードC（2011年3月31日サービス終了）やソフトバンクのIDキャッシュレスカード（「クレ・カード」「コレ・カード」「コレ・カードS」はともに2014年8月末日受付分を持ってカード新規発行を終了）を利用した場合は、ナビダイヤルへの発信はできない

以上のことから、掛け先側で一般電話番号またはIP電話番号を併記している場合や、また逆に海外・携帯電話・IP電話 ・公衆電話からの発信を拒絶するために一般電話番号を併記せずナビダイヤルの番号のみを提示する場合もある（後者はチケットの受付に多い）。
一般電話番号を併記している場合、上記のような高額な請求を避けるため、ナビダイヤルに接続できる回線からの発信であってもあえて一般電話番号宛てに掛ける者も多い。その場合は事業者側が複数拠点で対応している場合でも、一般電話番号でつながる特定の拠点に通話が集中することになり、待ち時間が長くなる可能性がある。

### ナビダイヤルで着信できない電話回線
着信側がNTT東西・NTTドコモビジネス（Arcstar IP Voice）以外の直収電話やIP電話を使用している場合。ただし、2025年2月現在、KDDIの「KDDI光ダイレクト」、ソフトバンクの「おとくライン」、中部テレコミュニケーションの各種光電話は着信可能となっている。また、NTTドコモの「ドコモhomeでんわ」はArcstar IP Voiceと同条件となる。
消費者庁によるナビダイヤルを利用した「消費者ホットライン」（0570-064-370）の展開に当たって、発信側の抱える制約も含め、問題が表面化した（消費生活センター#消費者ホットラインを参照）。

### テレホンカードによる支払い
NTTの加入電話・ひかり電話からの発信に限り、未使用のテレホンカードを登録することで通話料金（翌月以降）の支払いが可能である。
なお、請求時にはナビダイヤル分の通話料は一般の通話料と同様、テレホンカード利用可能分から差し引かれるが、通話料にかかる消費税相当額は賄われないため消費税相当額分は別途の負担となる。料金明細にはNTTの東/西利用分、NTTのコミュニケーションズ利用分（ナビダイヤル等）と別枠で記載される。

■料金明細の一例（通話料関係のみ抜粋・テレホンカードを3000円分登録していた場合）
| 料金内訳名                                  | 金額（円） | 税区分   | ご利用金額等のお知らせ |
| 【NTT東/西日本ご利用分】                    |            |          |                        |
| ひかり電話（通話料）                        | 320        | 合算     | ○月○日～○月○日         |
| カード支払い料金（ひかり電話）              | -320       | 非対象等 |                        |
| 消費税相当額                                | 32         |          |                        |
|                                             |            |          |                        |
| 【NTTコミュニケーションズご利用分】         |            |          |                        |
| ナビダイヤル／テレドーム等への通話料        | 920        | 合算     | ○月○日～○月○日         |
| カード支払料金（ひかり電話）                | -920       | 非対象等 |                        |
| 消費税相当額                                | 92         |          |                        |
|                                             |            |          |                        |
| テレホンカード預かり金の残高は1,760円です。 |            |          |                        |

## ナビダイヤルの使用例
- 企業や官公庁の運営するカスタマーセンター
  - フリーダイヤルと併用するケースもある。フリーダイヤルでは携帯電話・公衆電話を拒否し、携帯電話・公衆電話からはナビダイヤルにかけさせる[19]（一部では050plusからも拒否している場合もある）。
- プロバイダへのモデムやISDN回線によるダイヤルアップ接続用アクセスポイント（全国共通番号として、2003年頃から移行されている）
- プレイガイドのチケット予約番号
- テレビ朝日の深夜討論番組「朝まで生テレビ!」の討論テーマに応じたアンケート電話番号
  - 放送開始当初は市外局番を用いた固定電話番号を用いてオペレーターに質問の内容を受け付けていたが、ナビダイヤルのサービス開始に伴い、このサービスを用いて受け付けるようになった。この番組ではFAXの方でもこのサービスが使われているが、一部の回ではFAXしか用いられなかった回もあった。

### 備考
- 契約には通常回線の既設は要さない。
- 問い合わせ窓口を携帯電話の通話無制限プラン対象外のナビダイヤルに限定することにより、カスタマーハラスメントへの対応策またはカスタマーセンターの人員削減効果を企図して導入している官公庁や企業が増加している。

## 消費者からの不満
サービスを提供するNTTドコモビジネス（旧・NTTコミュニケーションズ）は「ひとつの番号で全国受付が可能」など6つの導入メリットを挙げており、それ以外にもジャーナリストの石川温は、苦情などの対応による長電話を排除できることが一番大きな理由であると指摘する。フリーダイヤルやナビダイヤルを提供するNTTドコモビジネスの親会社であるNTTドコモにおいても「ご意見・ご要望」を受け付けるお客様相談室の電話番号がナビダイヤルのみとなっている。
消費者にとっては、2014年から導入された携帯電話におけるかけ放題プランの対象外であり、携帯電話からの通話料（20秒あたり税込11円）が固定電話からの通話料（180秒あたり税込9.35円）の約10倍と高額であることから、ネット上では「親の仇」のように嫌われている。ジャーナリストの石野純也は、通話料を抑える方策として「03」から始まる固定電話番号や「050」から始まるIP電話番号が併記されていれば、そちらを利用することを薦めている。また「ひかり電話」や「050plus」（新規申し込みは不可）を利用すれば、携帯電話から発信する場合に比べ通話料を抑えることができる。
このようにナビダイヤルについては、オペレーターに繋がるまでの時間にも課金されることから「せめてオペレーターと繋がってから課金スタートしてもらいたい」「最近様々なサービスや問い合わせ先で増えているから、そもそもかけ放題の意味が薄れて」いるなど、消費者の根強い不満があり、ナビダイヤルそのものの廃止を望む声さえあがっている。

## 悪質クレーマー対策としての活用案
2025年7月12日、北海道福島町で新聞配達を行っていた男性がヒグマに襲われ死亡するという事件があり、同月18日にハンターがヒグマを駆除したことをきっかけに、動物愛護団体や個人からの「熊を殺すな」といった趣旨の抗議電話が相次いで寄せられた。北海道の鈴木直道知事は25日の会見で、抗議の電話が2時間に及ぶケースがあったことに触れ、クレーム対応が負担となっていることを明かした。これを受け、立憲民主党所属で札幌市議会議員の成田祐樹は「北海道の役場にかかってくる熊の駆除に抗議する電話、全部転送して広域のコールセンターで受けられないかな。ナビダイヤル10秒300円くらいで」とクレームへの対策案をXに投稿し「転送して徴収した費用は熊対策に」充てることを提案した。成田は鈴木知事の発言から、10秒300円で2時間電話を受けた場合、発信者が負担する費用が21万6000円に及ぶと試算し「悪くないな」と述べた。成田の投稿に対しては「電話対応した職員にその金額を『手当て』としてそのまま支給しましょう！」と好意的に受け止める声もある一方「クマを駆除するなというのは動物愛護の観点からみて一国民としての意見としては間違ったものではないのでは？」との指摘もあった。J-CASTニュースは、成田の提案を「妙案」と報じた。もっとも、現行のサービス上、ナビダイヤルの料金設定権を持つのはNTTドコモビジネスであり、コールセンターの運営主体が「10秒300円」などと独自に料金を決められるわけではないし、通話料の請求主体も同様にNTTドコモビジネスであり、コールセンター運営主体が通話料収入を得られるわけではない。したがって、現行のサービス枠組みでは、そのようなアイデアの実現は難しいとみられる。なお、電話の受信者が発信者から料金を徴収するには、ダイヤルQ2（現在はサービス終了）のようなサービスを利用する必要がある。ダイヤルQ2の課金上限は、3分300円であり、2時間かけた場合の情報料は1万2000円となる。

## 他社の類似サービス
類似のサービスとして次のようなものがあったが、2024年2月時点ではNTTコミュニケーションズ（現・NTTドコモビジネス）のみ申し込みができる。この種のサービスについては番号ポータビリティの対象外である。
- NTT東日本・NTT西日本 - ナビアクセス・APナビ
  - 着信先は事業地域としての同一都道府県内（APナビは同一MA）のNTT東日本・西日本の加入電話に限定。
  - ピンク電話から発信する場合は鍵操作が必要で、鍵操作がない場合、着信はするが発信側の声が着信側に聞こえない。
  - 番号はNTT東日本が0570-100・101・102-xxx、NTT西日本が0570-500・600・700-xxx（xxxのうち494は永久欠番[要出典]）。
  - 両社とも2007年1月31日に新規申し込み受付を終了、2010年3月31日をもってサービス終了となった。
- KDDI - アクセスコール ※現在はサービス終了し、番号割り当ても返上されている。
  - 番号は0570-111・222・333・555・777-xxx。
- ソフトバンクテレコム（現・ソフトバンク） - アドコール ※現在は新規受付を停止。2023年10月1日現在、番号割り当ては残されている[29]。
  - 番号は0570-881・882・888・919・999-xxx。
- 平成電電（ソフトバンクテレコムに事業譲渡、2006年10月末で終了） - ナビチョッカ
  - 直収電話・CHOKKAを対象とした、ナビダイヤル相当サービス。発信元は平成電電かNTT東日本・西日本の加入電話に限定。
  - 番号は0570-300-xxx。2023年10月1日現在、番号割り当てはソフトバンクに残されている。